# 팔레르모 석

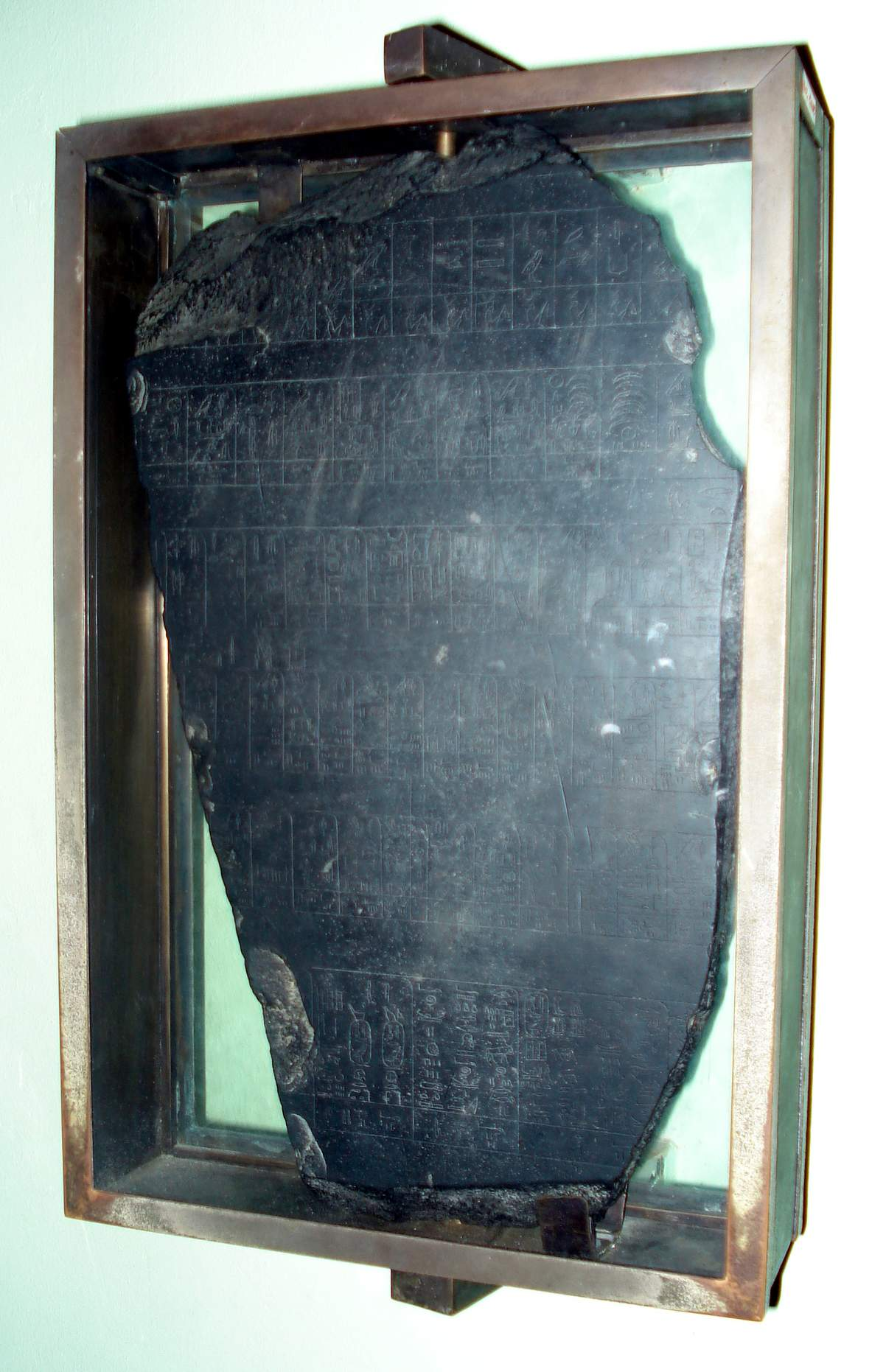
이 돌은 팔레르모 석 조각 중 가장 큰 조각으로, 시칠리아의 팔레르모 박물관에 있는 것이다.

팔레르모 석(Palermo Stone)은 고대 이집트의 연대기이다. 이집트 제5왕조기에 만들어진 것으로 추정되는 이 돌은 원래 높이 61센티미터, 길이 2.2미터, 두께 6.5센티미터 정도로 추정되나, 현재는 높이 43.5센티미터, 폭 25센티미터로 된 조각(위 사진)을 비롯한 몇몇 조각들만이 남아 있다.
검은 섬록암으로 만들어진 이 유적의 가장 큰 조각은 현재 시칠리아의 팔레르모 박물관에 있다. 그 외에 카이로 박물관, 유니버시티 칼리지 런던의 피트리 박물관 등에도 조각이 보관되어 있다.
이 유적에는 이집트 선왕조 시대부터 이집트 제5왕조의 네페리르카레 카카이까지의 파라오들의 이름과 간단한 사건이 기록되어 있다. 기록된 사건들은 주로 제례, 세금, 기념물 건설, 전쟁과 같은 것들이다.
하지만 이 유적이 어떻게 만들어지게 되었는지에 대한 정보는 남아있지 않다.

## 같이 보기
- 파라오 목록